# Stormfury

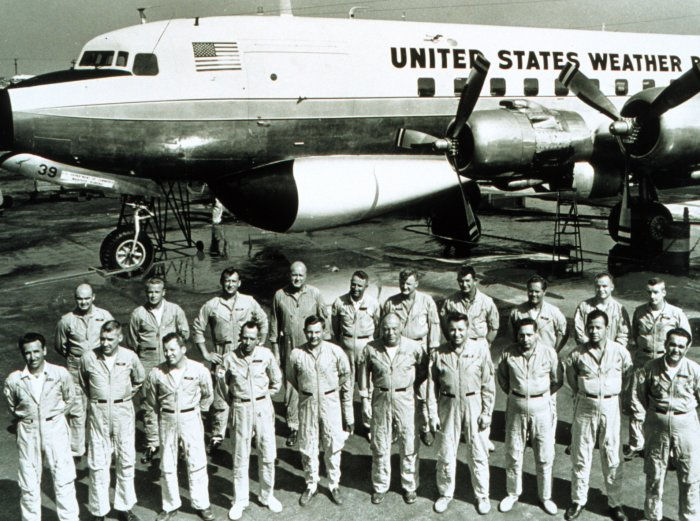
Photo de 1966 montrant un équipage de Stormfury

Le programme Stormfury (project Stormfury en anglais) était une expérience d’ensemencement des nuages des cyclones tropicaux avec de l’iodure d'argent pour en diminuer l’intensité. Le programme était financé de 1962 à 1983 par le gouvernement des États-Unis et sous la supervision du Weather Bureau et de son successeur le National Weather Service. 
Le dernier vol s’est effectué en 1971, lors d’un changement dans la flotte d’avions opéré par NOAA, mais les données ont continué à être analysées durant plus de dix ans. Malgré l’insuccès à influencer les cyclones, le programme Stormfury a permis des observations in situ de la physique des nuages qui a permis d’améliorer les connaissances sur le cycle de vie des systèmes tropicaux et leur prévision.

## Hypothèse

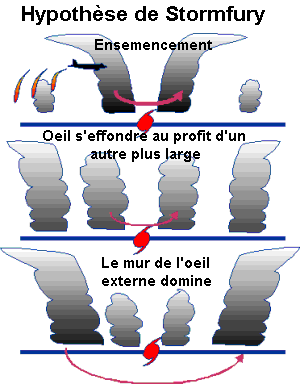
Schéma de l’hypothèse de Stormfury

L’ensemencement des nuages a été tenté la première fois par Vincent Schaefer et Irving Langmuir qui avaient supposé que les cristaux d’iodure d’argent agiraient comme les noyaux de congélation naturels et captureraient les gouttelettes d’eau en surfusion contenues dans un nuage. Devant les résultats positifs, Langmuir devint un ardent défenseur de la modification du temps par cette méthode. Schaefer expérimenta aussi avec de la glace sèche concassée et produisit de la neige. Il travaillait pour General Electric et a même réussi à favoriser une tempête de neige le 20 décembre 1946. Devant les implications légales, GE a cessé son soutien à Schaefer mais celui-ci a rejoint Langmuir comme consultant pour les militaires américains sur le projet Cirrus, la première expérience à grande échelle sur la physique des nuages et la modification du temps. 
L’hypothèse de Cirrus, et plus tard Stormfury, était qu’en ensemençant de mur de l’œil d’un ouragan, de la chaleur latente serait produite lors de la congélation des gouttelettes surfondues. Cela devait donc réchauffer le sommet des orages dans le mur ce qui le stabiliserait et le perturberait tout en favorisant la formation d’un mur plus en périphérie. Un œil plus large étant associé avec un gradient de pression atmosphérique plus faible donnerait des vents plus faibles. Même une petite diminution des vents seraient bénéfique car les dommages leur sont proportionnels.

## Projet Cirrus
Le programme Cirrus, une collaboration de General Electric, du corps des signaux de l’Armée américaine, de l’office de la recherche navale et de la US Air Force, a nécessité de nombreux préparatifs et a dû surmonter le scepticisme des chercheurs gouvernementaux,. Cependant, le 13 octobre 1947, le premier lâcher de glace sèche dans un ouragan a été effectué. L’avion vola le long d’un des bras de précipitations et en  laissa tomber près de 36 kilogrammes dans les nuages.

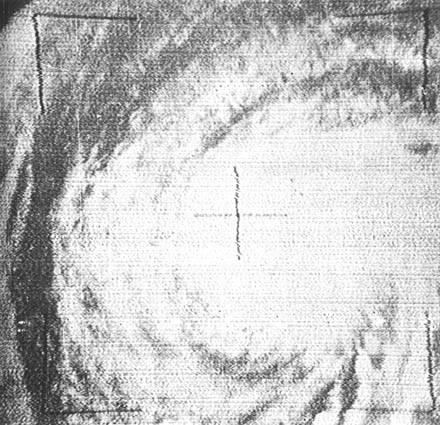
Ouragan Esther de 1961

L’équipage avait noté une profonde modification de l’enveloppe nuageuse bien qu’il n’était pas certain que ce changement eût à voir avec l’ensemencement. L’ouragan qui se dirigeait vers le large avait changé de direction pour toucher la côte près de Savannah (Géorgie). Le public et Langmuir en déduisirent cependant que c’était dû à l’intervention humaine. Le programme Cirrus fut annulé face aux menaces de poursuites civiles. Une comparaison avec un ouragan ayant eu une trajectoire similaire en 1906 aura démontré plus tard que le changement de trajectoire était déjà amorcé au moment de l’ensemencement et infirma donc le processus.
Malgré la fin de Cirrus, un programme de recherche sur les ouragans du Weather Bureau fut établi en 1955. Un de ses objectifs était d’expérimenter des méthodes de modifications de la trajectoire des cyclones tropicaux. En août 1958, des vols d’ensemencement à l’iodure d'argent dans l’ouragan Daisy avaient été effectués mais à cause du mauvais fonctionnement de l’appareillage, aucune donnée n’a pu en être tirée. C’est finalement le 16 septembre 1961, dans l’ouragan Esther, que le premier ensemencement réussi a pu être effectué depuis un avion de la Marine américaine. Le contenu de huit cylindres d’iodure d’argent fut déversé dans le mur de l’œil ce qui avait donné une diminution de 10 % des vents. Le jour suivant, d’autres ensemencements furent effectués mais cette fois sans effet. Malgré tout, l’expérience avait été considérée un succès et avait permis au projet Stormfury d’être mis sur pied en 1962 comme une collaboration entre le département du Commerce des États-Unis et la Marine.

## Stormfury

### Critères d’ensemencement
Les expériences de Stormfury ont été conçues en suivant des critères très bien définis. Les cyclones devaient avoir moins de 10 % de probabilité d’approcher des côtes habitées à l’intérieur de 24 heures, ils devaient être à portée de vol des avions de reconnaissance et devaient avoir une certaine intensité avec un œil bien formé,.

### Premiers essais

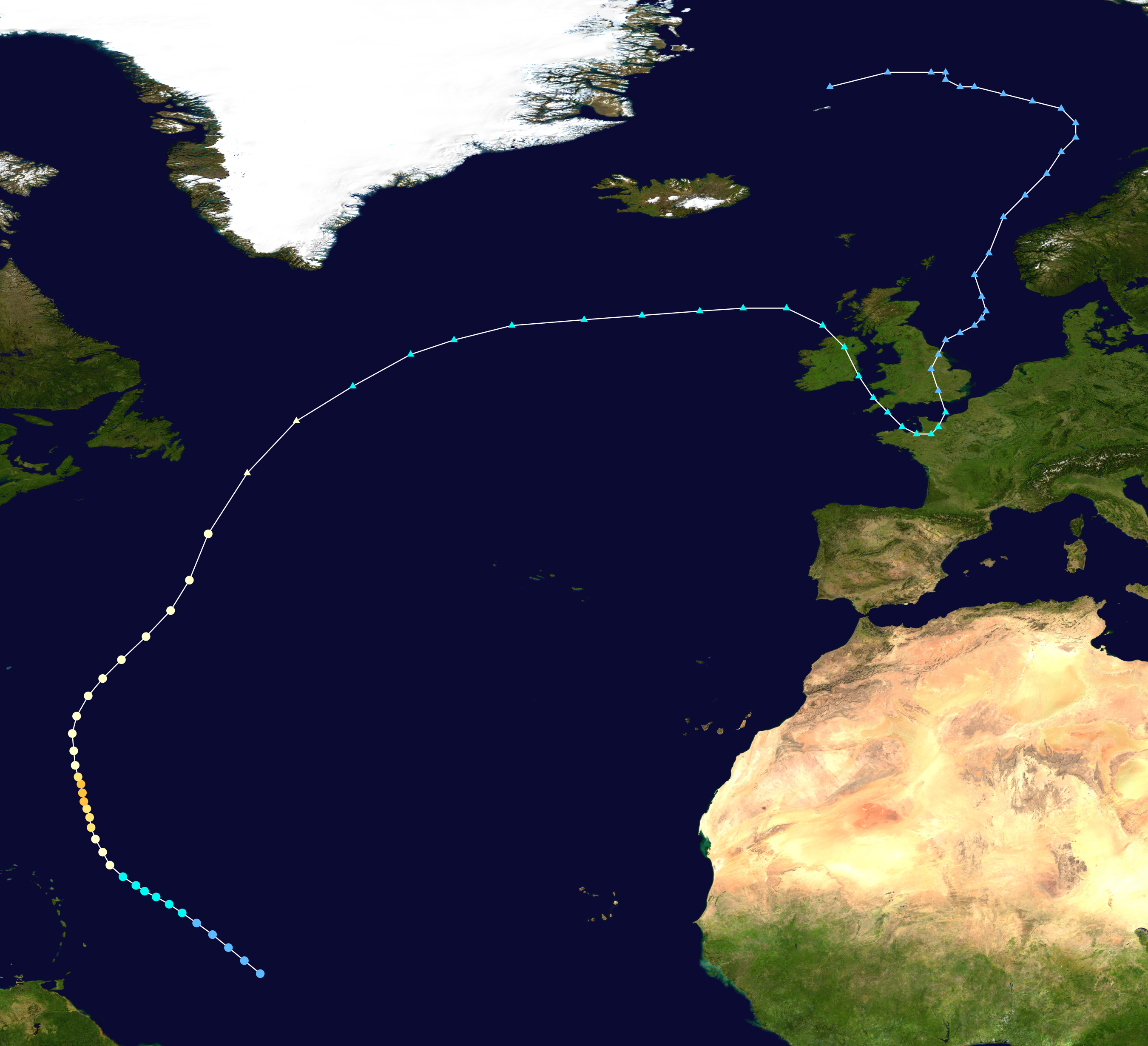
Trajectoire de Beulah

Tous ces critères assuraient un standard de mesure mais était difficiles à rencontrer. Aucun ouragan de la saison 1962 ne les réunit. L’équipe se concentra l’année suivante sur l’ensemencement de cumulus. Du 17 au 20 août 1963, six nuages furent ensemencés et cinq servirent de contrôle. Le tout vérifia l’hypothèse de base. 
Finalement, le 23 août, l’ouragan Beulah se présenta avec les critères désirés mais son œil n’était pas très régulier et le largage de l’iodure d’argent fut fait au mauvais endroit, rien ne se produisit. Le lendemain, une autre tentative fut effectuée et cette fois le mur de l’œil s’était effondré alors qu’un autre s’était reformé à plus grande distance du centre de l’ouragan, le tout correspondant à l’hypothèse. En conséquence, les vents soutenus avaient diminué de 20 %. L’expérience avait été qualifiée d’« encourageante mais non concluante ».

### Essais suivants

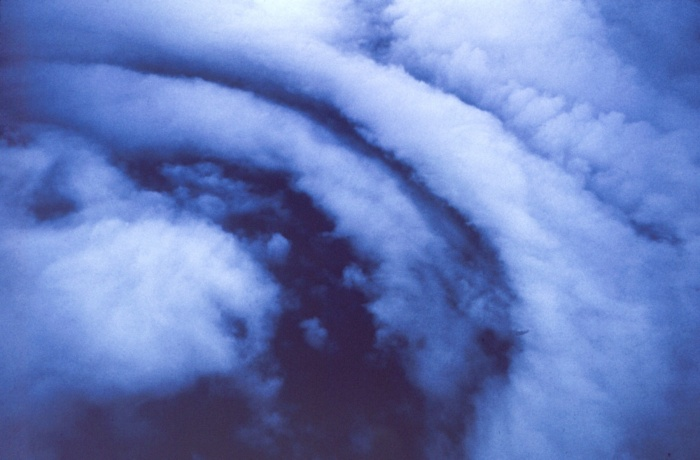
L'œil de l'ouragan Debbie le 20 août 1969

Durant les six années suivantes, il n’y eut pas d’ensemencement pour diverses raisons : équipement non disponible, recherche sur des nuages non associés à des cyclones tropicaux, ou encore cyclones ne répondant pas aux critères, comme ce fut le cas pour l’ouragan Betsy de 1965 dont la trajectoire s’était incurvée vers la côte, ou Elena et Faith qui étaient restés trop au large,
Ce ne sera qu’en 1969 qu’une sortie réussie fut effectuée. À ce moment, la technique et l’équipement s’étaient grandement améliorés. Alors que la glace sèche était relâchée à l’origine à la main, des tubes montés sur les ailes et similaires à des canons pouvaient projeter l’iodure d’argent. Les appareils de mesure étaient de plus beaucoup plus sophistiqués. La recherche sur la physique des nuages avait également modifié l’hypothèse de base, en préconisant d’ensemencer les bandes orageuses à l’extérieur du mur de l’œil pour favoriser le développement du mur externe lui-même et pas seulement la perturbation du mur existant. En favorisant ce nouveau mur directement, on espérait étrangler l’ancien en bloquant le flux d’énergie dont il avait besoin pour se maintenir.
L’ouragan Deddie fut le suivant à être ensemencé. Sa trajectoire le maintenait au large, mais à l’intérieur du rayon d’action des avions, il était intense avec un œil bien visible. Le 18 et le 20 août, treize avions ont survolé le cyclone. Après le largage de l’iodure, le vent avait diminué de 31 % le premier jour et de 18 % le second. Le résultat semblait être en accord avec la théorie et Stormfury devint un programme plus important. Une des recommandations avait été d’essayer d’ensemencer à une fréquence horaire pour noter le comportement à plus fine échelle.
Lors des saisons cycloniques 1970 et 1971, aucun ouragan n’a correspondu aux critères. Malgré tout, un essai fut fait sur l’ouragan Ginger, même si son œil était plutôt diffus. L’ensemencement ne donna aucun résultat. Ce fut la dernière fois qu’un essai in situ avait été fait sur un ouragan.

### Abandon des essais

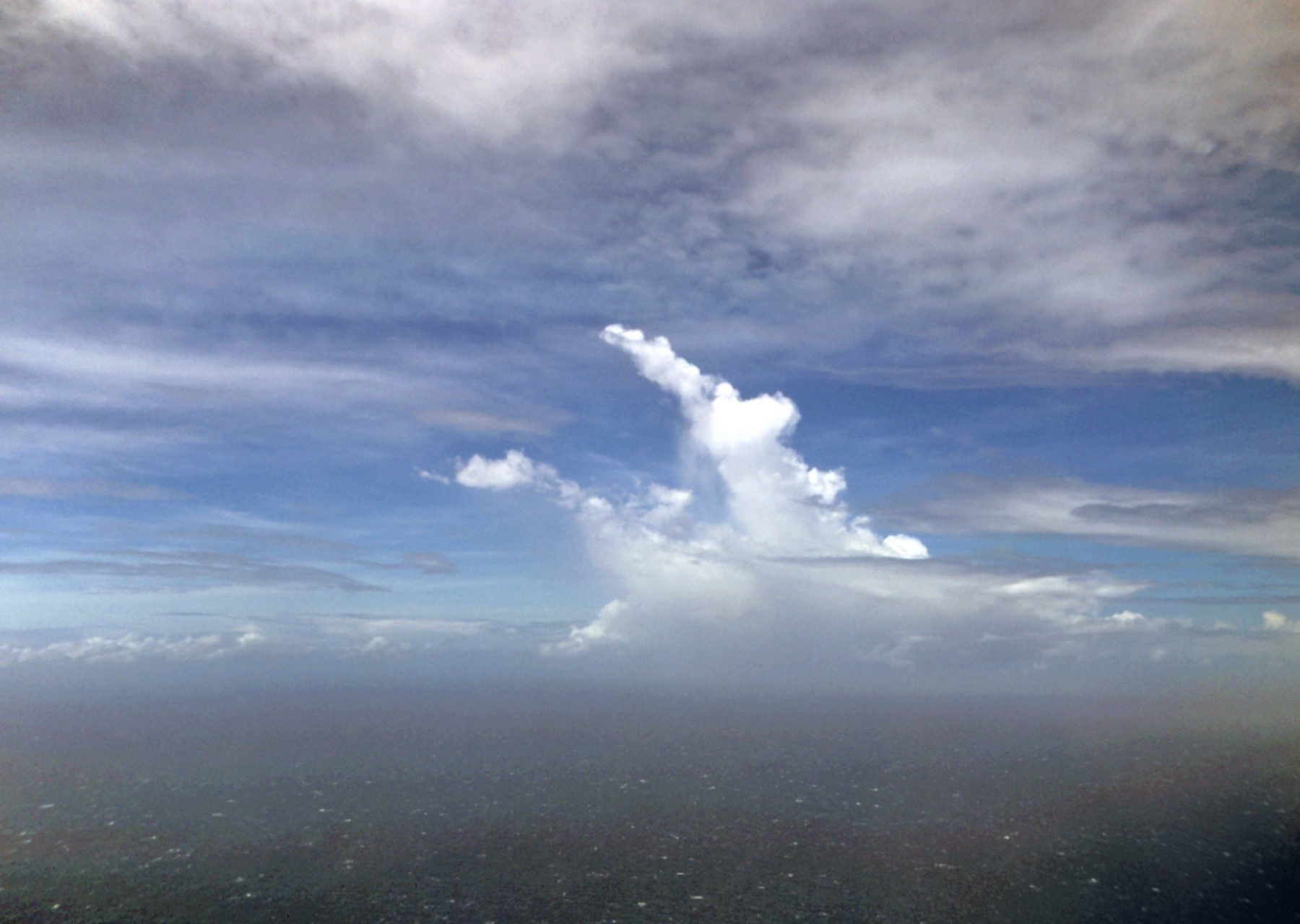
Photo de la tempête tropicale Dorothy en 1970 prise par un équipage de Stormfury

Les essais d’ensemencement ont été annulés ensuite pour diverses raisons. En premier lieu, la rareté des ouragans répondant aux critères rendait difficile la poursuite d’un effort concerté. En second lieu, au début des années 1970, la Marine américaine s’est retirée du programme. Troisièmement, les avions utilisés devenaient vieux et la NOAA a décidé d’acheter seulement deux Lockheed P-3 Orion pour les remplacer, à trente millions de dollars US pièce. 
Quatrièmement, le NOAA a pensé déplacer la recherche dans l’océan Pacifique où le plus grand nombre de typhons, combinés à une grande étendue sans terres, permettrait de trouver plus de systèmes tropicaux répondant aux critères. Cependant, les autorités chinoises ont protesté et menacé les États-Unis de représailles si un cyclone ensemencé causait des dommages à leur pays. Des propositions de déplacer le programme dans le nord-est du Pacifique ou dans la région australienne ne se concrétisèrent pas.
Pour toutes ces raisons, les efforts du programme se sont déplacés vers la connaissance des mécanismes de formation des cyclones tropicaux plutôt que vers leur contrôle.

### Remise en question de l'hypothèse
Des murs concentriques autour de l'œil d’un cyclone tropical très intense avaient été remarqués avant même le programme Stormfury, incluant le Typhon Sarah en 1958 et l'ouragan Donna,. Cependant, ils avaient été notés lors d’un changement rapide en intensité des ouragans violents. Le comportement lors de l’ensemencement par Stormfury s’était fait dans des systèmes plus faibles et semblait produire le même effet, mais cette conclusion était controversée. La seule façon de voir un effet systématique était de comparer l’occurrence naturelle du changement de mur de l’œil dans un cyclone par rapport à celle des systèmes ensemencés. Si le pourcentage était très rare dans la nature et plus élevé dans les cyclones ensemencées, l’hypothèse de Stormfury eût été confirmée. L’inverse eût invalidé l’expérience.
Le NOAA avait commencé à envoyer systématiquement des vols de reconnaissance dans les ouragans menaçant les côtes américaines et les données ont commencé à s’accumuler à propos de leur comportement. Dans les ouragans Anita et David, les rapports mentionnèrent un changement naturel du mur de l’œil, comme dans le cas des ouragans ensemencés. Le premier était un cyclone avec deux murs concentriques assez faibles alors que le second en avait deux très importants. En août 1980, l’ouragan Allen était passé dans les Antilles, venant de l’Atlantique, et se dirigeait vers le golfe du Mexique. Lui aussi montra un changement du mur de l’œil. Trois exemples en peu de temps démontrèrent que le changement n’était pas rare et qu’on ne pouvait conclure à la validité de l’hypothèse de Stormfury.
D’autre part, les observations de la composition des nuages dans les ouragans ont démontré que le contenu en gouttelettes surfondues était faible dans les systèmes tropicaux. La transformation en cristaux de glace était beaucoup plus habituelle à basse température. La raison pour cette faible teneur en eau surfondue est que le courant ascendant est beaucoup plus faible que dans les orages violents continentaux, ce qui permet aux gouttelettes de tomber sous forme de pluie ou d’avoir le temps de geler dans le nuage avant d’atteindre une grande altitude. Comme l’ensemencement était supposé agir sur les gouttelettes surfondues, une faible présence de celle-ci dans les nuages rendait  le procédé sans effet.
La combinaison de ces deux informations a remis en question la pertinence de Stormfury au milieu de 1983 et le programme fut annulé.

## Conclusions
Puisque l’hypothèse de départ de Stormfury s’est révélée inexacte, son but de réduire l’intensité des cyclones tropicaux s’est révélé inatteignable par ensemencement. Des millions de dollars ont ainsi été dépensés dans un programme sans résultats directs. Cependant, il a permis de recueillir des données in situ sur les ouragans qui ont servi à mieux comprendre et à prévoir ces systèmes météorologiques. Les avions utilisés ont démontré qu’ils étaient bien adaptés au travail et sont encore utilisés aujourd’hui pour le suivi des cyclones tropicaux.